# Ho rakang

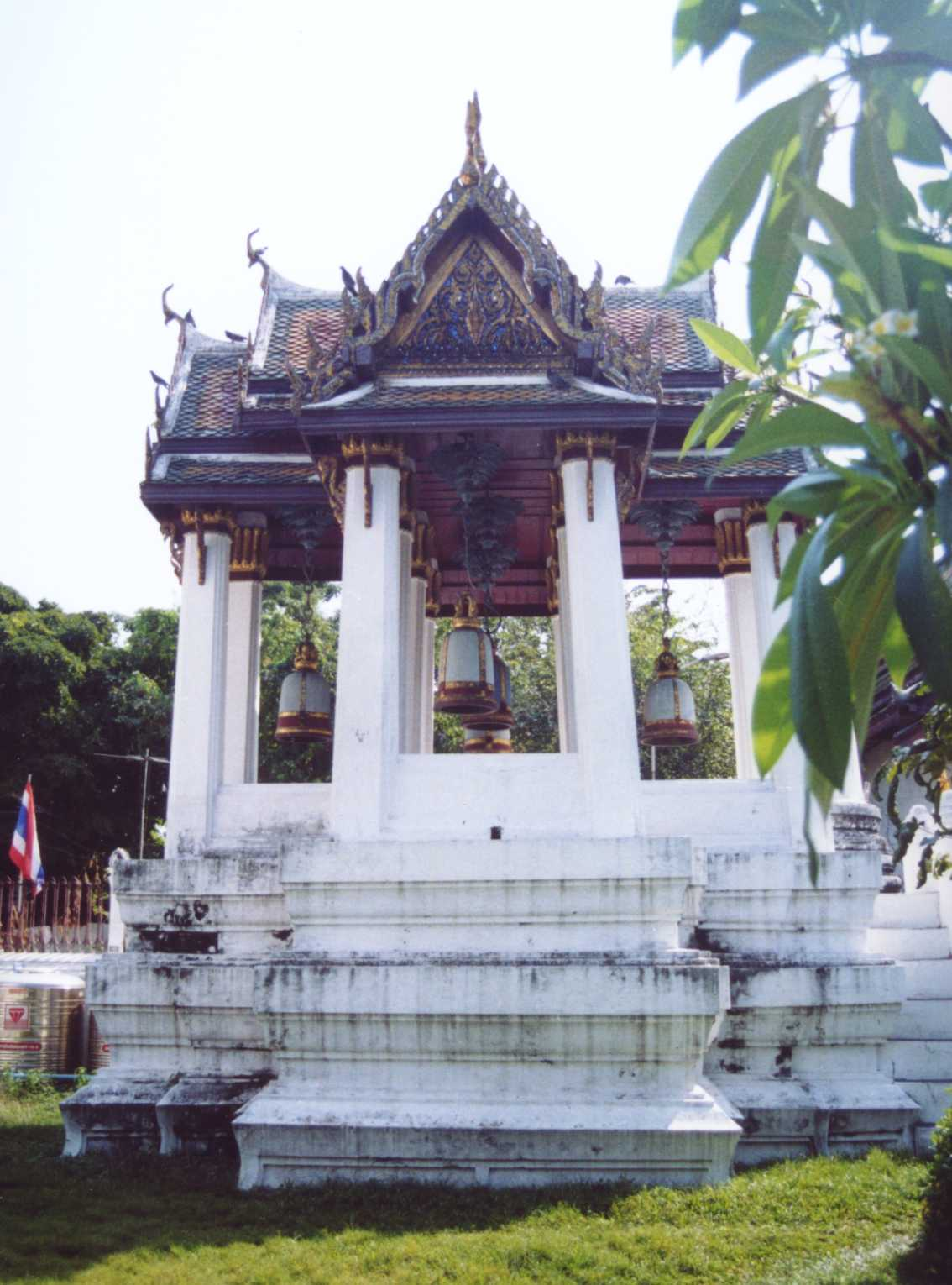
Een ho rakang

Een ho rakang (Thai: หอระฆัง) is een klokkentoren in een wat in het boeddhisme. Een ho rakang roept monniken op voor het gebed.